# クリスマス・クワイア
『クリスマス・クワイア』は、ゴスペラーズ46枚目のシングル。2014年11月19日にキューンミュージックから発売。

## 解説
表題曲「クリスマス・クワイア」は、デビュー20年目を迎え初めて表題曲シングルでクリスマスをテーマにしている。カップリング曲の「Christmas In Heaven」は、ビリーワードのカバー曲でゴスペラーズが学生時代から歌い続けてきた楽曲。「G20 Christmas Medley」は、ゴスペラーズが歌ってきたクリスマスがテーマのカバー曲とオリジナル曲で構成されたメドレーである。
初回生産限定盤と通常盤の2形態で発売。初回生産限定盤は「祝!ゴスペラーズ デビュー20周年 G20 最強のGOSは誰だ!?「KING OF GOS」選手権 〜運編〜」が収録されたDVDが付属。

## 収録曲

### CD
1. クリスマス・クワイア [4:07]
  - 作詞・作曲：酒井雄二／編曲：本間将人
2. Christmas In Heaven [2:42]
  - 作詞・作曲：Billy Ward
  - Billy Ward and his Dominoesの同名曲カバー。
3. G20 Christmas Medley [7:53]
  - 「Winter Cheers!」「The Christmas Song」「This Christmas」「ふたつの祈り～X’mas Love to you～」からなる4曲のメドレー。

### DVD（初回生産限定盤のみ）
1. 祝!ゴスペラーズ デビュー20周年 G20 最強のGOSは誰だ!?「KING OF GOS」選手権 〜運編〜